# Права ЛГБТ у Швейцарії
Права лесбійок, геїв, бісексуалів, трансгендерних та квір-людей (ЛГБТК) у Швейцарії є одними з найповніших за світовими стандартами. Суспільні настрої та правове становище з 1940-х років лібералізуються дедалі швидше, паралельно із загальною ситуацією в Європі та західному світі. Законодавство, що передбачає запровадження одностатевих шлюбів, спільного всиновлення дітей та доступу до штучного запліднення, було схвалено 64 % виборців на референдумі 26 вересня 2021 року та набуло чинності 1 липня 2022 року.
Одностатеві сексуальні стосунки між дорослими є законними у Швейцарії з 1942 року. Вік згоди для гомосексуальних і гетеросексуальних стосунків було зрівняно (до 16 років) після референдуму у травні 1992 року. Юридичне визнання одностатевих партнерств існує з 2007 року, після референдуму в червні 2005-го. Процедура реєстрації зміни статі після операції зі зміни статі була визначена у 1993 році, однак з 2010 року органи влади дотримуються практики реєстрації зміни статі без обов'язкової операції. З січня 2022 року люди можуть змінювати юридично вказану стать на основі самовизначення. Конституція Швейцарії 1999 року (ст. 8) гарантує рівність перед законом, зазначаючи «спосіб життя» як одну з підстав, захищених від дискримінації. Певні форми гомофобної дискримінації стали кримінальним правопорушенням після референдуму у лютому 2020 року.
Найбільшими ЛГБТ-правозахисними організаціями у Швейцарії є Lesbenorganisation Schweiz, що займається правами лесбійок (заснована 1989 року), Pink Cross, яка захищає права ЛГБТ (заснована 1993 року), та Transgender Network Switzerland (заснована 2010 року). У 2010-х роках ці організації дедалі частіше використовували абревіатуру ЛГБТІ (від «лесбійки, геї, бісексуали, трансгендерні, інтерсекс») як загальний термін для позначення своїх сфер діяльності. Організація Zwischengeschlecht виступає за права інтерсекс-людей та тілесну автономію.

## Законність одностатевих сексуальних стосунків
Одностатеві сексуальні стосунки були декриміналізовані по всій країні у 1942 році з ухваленням національного кримінального кодексу. Деякі кантони легалізували такі стосунки ще раніше. Кантон Женеви, Тічино, Во та Вале зробили це у 1798 році, прийнявши Наполеонівський кодекс.
Підвищений вік згоди для одностатевих стосунків (20 років замість 16 для різностатевих) було скасовано реформою кримінального законодавства у 1992 році. На загальнонаціональному референдумі 17 травня 1992 року 73 % виборців підтримали реформу федерального законодавства Швейцарії про сексуальні злочини, зокрема усунення будь-якої дискримінації гомосексуальності з Кримінального кодексу. Стаття 187 Кримінального кодексу встановлює загальний вік згоди на сексуальні стосунки у Швейцарії — 16 років.

## Визнання одностатевих стосунків

### Зареєстровані партнерства
Зареєстровані партнерства (лише для одностатевих пар) визнаються законом з 1 січня 2007 року, коли набув чинності Закон про зареєстровані партнерства. До цього кантони Женева, Фрібур, Невшатель і Цюрих вже дозволяли такі партнерства. У 2007 році кожен десятий союз у Цюриху був зареєстрованим партнерством.

### Одностатеві шлюби
Одностатеві шлюби були легалізовані на референдумі 26 вересня 2021 року. 64,1 % виборців підтримали поправку до цивільного кодексу, яка дозволила одностатеві шлюби, усиновлення дітей одностатевими парами та застосування допоміжних репродуктивних технологій для жінок у таких парах. Поправка набула чинності 1 липня 2022 року.
Поправка виникла на основі законопроєкту депутатки від Партії зелених лібералів Швейцарії Катрін Берчі, що передбачав запровадження одностатевих шлюбів. 18 грудня 2020 року федеральний парламент Швейцарії ухвалив відповідне законодавство, яке також надає лесбійським парам доступ до процедур штучного запліднення. У швейцарській системі напівпрямої демократії цей закон міг бути винесений на референдум, якщо його противники зібрали б 50 000 підписів протягом трьох місяців. Правоконсервативна партія Федерально-демократичний союз Швейцарії це зробила, зібравши 61 027 підписів.

### Релігійні громади
У червні 2019 року організація «Протестантські жінки Швейцарії» оголосила про підтримку запровадження одностатевих шлюбів та допоміжних репродуктивних технологій для лесбійських пар.
У червні 2019 року Швейцарська спілка католицьких жінок також висловила підтримку цим ініціативам.
У листопаді 2019 року Протестантська церква Швейцарії проголосувала за запровадження цивільних шлюбів для одностатевих пар.
У серпні 2020 року Старокатолицька церква Швейцарії ухвалила рішення проводити церемонії одностатевих шлюбів у своїх храмах.

## Усиновлення та батьківство
Одинокі особи, незалежно від сексуальної орієнтації, можуть усиновлювати дітей. Законопроєкт, який дозволяє усиновлення пасинка або падчерки одностатевими парами, був ухвалений парламентом навесні 2016 року. Противники безуспішно намагалися ініціювати референдум щодо цього закону. Закон набув чинності 1 січня 2018 року. До кінця грудня 2018 року, через рік після набуття чинності, було подано близько 173 заяви на усиновлення пасинка/падчерки одностатевими парами (дані не включають кантони Люцерн, Тургау та Цюрих). Приблизно 22 заяви надійшли з кантона Женева і 20 — з міста Лозанна.
Спільне усиновлення було заборонене для одностатевих пар у Швейцарії, оскільки воно дозволялося лише гетеросексуальним подружжям. Поправка до закону, яка легалізувала одностатеві шлюби, також надала можливість таким подружжям спільно усиновлювати дітей та користуватися процедурами штучного запліднення. Вона набрала чинності 1 липня 2022 року.

## Захист від дискримінації

### Антидискримінаційні закони

#### Конституційне та цивільне право
Конституція Швейцарії (ст. 8) гарантує рівне ставлення перед законом, зазначаючи «спосіб життя» як один із критеріїв, захищених від несправедливої дискримінації. Швейцарське право визнає дуже сильний принцип свободи об'єднань і, відповідно, містить лише обмежені положення, що забороняють дискримінацію у приватному секторі або між приватними особами. Винятками є Закон про рівне ставлення чоловіків і жінок (нім. Bundesgesetz über die Gleichstellung von Frau und Mann; фр. Loi fédérale sur l'égalité entre femmes et hommes; італ. Legge federale sulla parità dei sessi; ромш. Lescha federala davart l'equalitad da dunna ed um) та стаття 261bis Кримінального кодексу, яка забороняє дискримінацію за ознакою «раси, етнічного походження, релігії чи сексуальної орієнтації». Через таку правову ситуацію приватні позови про дискримінацію останніми роками дедалі частіше намагаються ґрунтувати на складній для тлумачення забороні «порушення особистих прав» (ст. 28a Цивільного кодексу). Заборонено звільняти працівника з дискримінаційних мотивів, якщо можна довести, що це пов'язано з «властивістю, притаманною особі за її природою, крім випадків, коли ця властивість має відношення до характеру трудового договору або суттєво впливає на робоче середовище». Однак фактичних судових процесів за позовами про таку дискримінацію було дуже мало. Дослідження 2015 року виявило лише сім окремих випадків, жоден з яких не стосувався дискримінації за ознакою сексуальної орієнтації або гендерної ідентичності.
Антидискримінаційні положення існують також у законодавстві деяких кантонів та муніципалітетів. Наприклад, у вересні 2017 року виконавчий орган кантона Женева ухвалив нові правила протидії дискримінації за ознакою статі, сексуальної орієнтації та гендерної ідентичності в кантональній адміністрації. Дискримінація на робочому місці щодо ЛГБТ-людей розглядається як постійна проблема у звіті 2014 року Інституту гендерних досліджень Женевського університету та Федерації ЛГБТ-асоціацій Женеви.

#### Кримінальне право

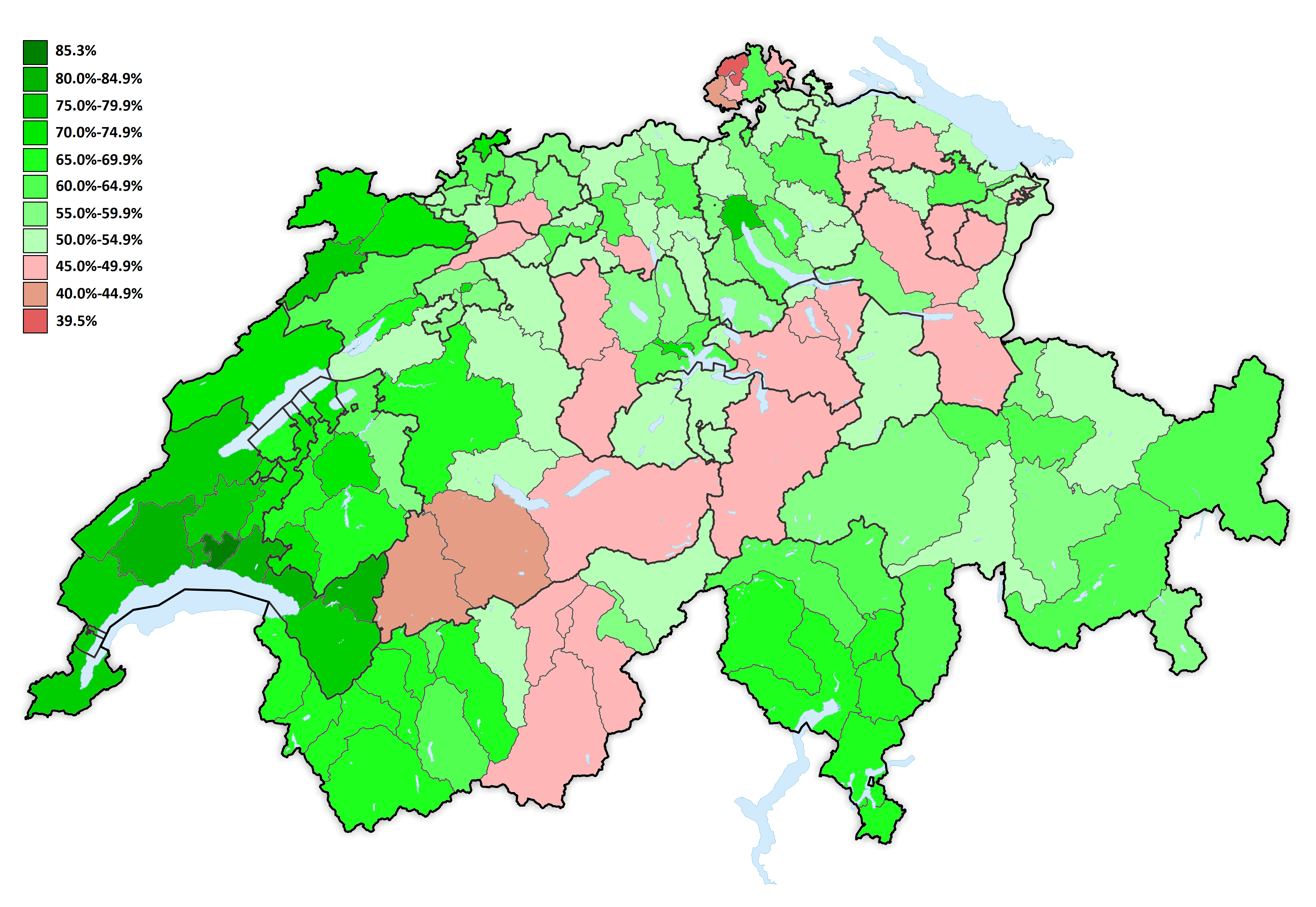
Мапа, що показує, як швейцарський виборчий корпус проголосував на антидискримінаційному референдумі у лютому 2020 року за округами

З лютого 2020 року дискримінація за ознакою «сексуальної орієнтації» заборонена статтею 261bis Кримінального кодексу Швейцарії. Цю категорію було додано законом 2018 року, ухваленим швейцарськими виборцями на референдумі 9 лютого 2020 року, до вже чинної норми, що забороняла дискримінацію за ознакою раси, етнічного походження чи релігії. Конкретно забороненими діями є:
- публічне підбурювання до ненависті або дискримінації;
- публічне поширення ідеологій чи пропагандистських кампаній, метою яких є систематичне приниження або обмовляння людей;
- публічне приниження чи дискримінація людей у спосіб, що порушує людську гідність;
- відмова в наданні послуги, призначеної для широкого загалу.

Порушення караються позбавленням волі на строк до трьох років або грошовим штрафом.
Зміну закону ініціював у 2013 році Матіас Рейнар, депутат Соціал-демократичної партії, який подав законопроєкт про заборону будь-якої «дискримінації та підбурювання до ненависті» за ознакою «раси, етнічності, релігії або сексуальної орієнтації». 11 березня 2015 року Національна рада проголосувала 103–73 за продовження розгляду законопроєкту. 23 квітня 2015 року Комісія з правових питань Ради кантонів дала йому «зелене світло». У лютому 2017 року Комісія з правових питань Національної ради підтримала поправку до законопроєкту, що додавала «гендерну ідентичність» як заборонену підставу для дискримінації (15 голосів «за», 9 «проти»). Проти виступили кілька депутатів Швейцарської народної партії, які вважали законопроєкт зайвим, хоча партія в цілому не зайняла офіційної позиції. Інші партії переважно підтримали його, як і 86 % швейцарців за результатами опитувань.
У серпні 2018 року Федеральна рада висловила підтримку ініціативі, але порадила вилучити термін «гендерна ідентичність» через його «нечіткість». Національна рада відмовилася це робити й 25 вересня 2018 року ухвалила законопроєкт 118 голосами «за» проти 60, при 5 утриманнях. 7 листопада 2018 року Комісія з правових питань Ради кантонів також схвалила зміни (9 «за», 2 «проти», 1 утримався), зробивши незаконною дискримінацію за ознакою сексуальної орієнтації та гендерної ідентичності. Комісія зазначила, що трансгендерні та інтерсекс-люди зазнають дискримінації так само, як і гомо- та бісексуальні. У листопаді 2018 року Рада кантонів схвалила законопроєкт (32 «за», 10 «проти»), але 23 голосами проти 18 вирішила вилучити термін «гендерна ідентичність» як «надто нечіткий». Багато депутатів та ЛГБТ-організацій вітали розширення закону на сексуальну орієнтацію, але висловили розчарування через виключення гендерної ідентичності, що, за словами Transgender Network Switzerland, «виключає та ще більше маргіналізує інтерсекс і трансгендерних людей. [Закон] буде повним лише тоді, коли він засуджуватиме дискримінацію на основі гендерної ідентичності». Оскільки юридичний текст було змінено, Національна рада мусила голосувати повторно. 3 грудня, попри вимоги соціал-демократів і «зелених», 107 голосами проти 77 вона проголосувала за виключення гендерної ідентичності з законопроєкту.
До квітня 2019 року опоненти зібрали 70 000 підписів, щоб домогтися проведення референдуму. Незважаючи на побоювання щодо достовірності підписів (деякі люди, за повідомленнями, підписалися, думаючи, що це кампанія проти гомофобії), референдум відбувся 9 лютого 2020 року. Швейцарські виборці схвалили закон близько 63 % голосів «за».

### Закони про злочини на ґрунті ненависті та насильство
У листопаді 2016 року швейцарські ЛГБТ-організації започаткували телефон довіри для ЛГБТ-людей.
У серпні 2017 року Федеральна рада висловилася проти пропозиції Консервативно-демократичної партії, яка вимагала, щоб Конфедерація вела облік і реєстр злочинів на ґрунті ненависті проти представників ЛГБТ-спільноти. Рада аргументувала, що відстежувати такі злочини буде надто складно, адже не завжди очевидно, чи стала причиною злочину гомофобія чи трансфобія. У вересні 2019 року Національна рада підтримала законопроєкт (97 «за», 94 «проти»), але в березні 2020 року Рада кантонів його відхилила (18 «за», 21 «проти»), таким чином знявши пропозицію з розгляду.
Опитування 2018 року серед 1700 школярів кантону Невшатель (14–15 років) показало, що 10 % дівчат і 5 % хлопців ідентифікують себе як ЛГБТ. Серед них 38 % повідомили, що отримували ляпаси, удари ногами чи кулаками; 25 % — що зазнавали регулярних утисків; 16 % стали жертвами фізичного насильства; а 7 % повідомили про дискримінацію з боку вчителя.

## Військова служба

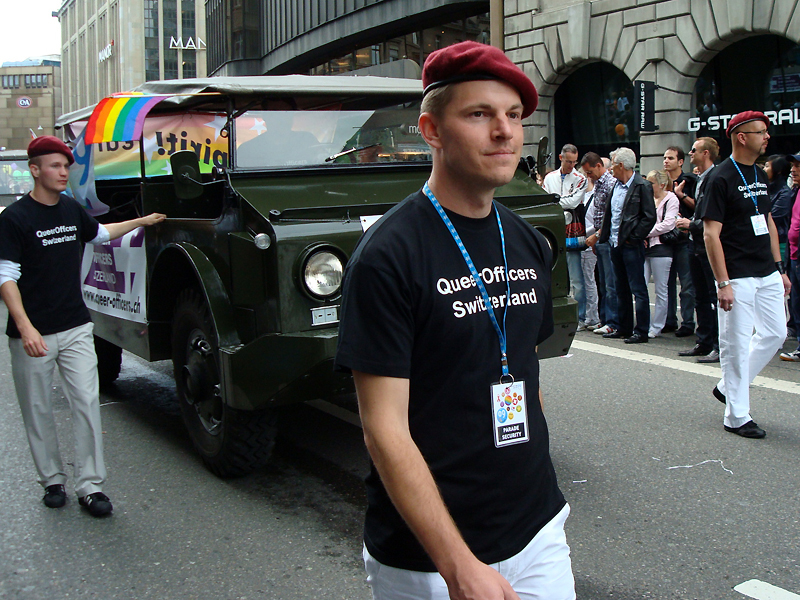
Військовослужбовці швейцарських збройних сил марширують на параді ЛГБТ-прайду

З 1992 року гомосексуальність і бісексуальність більше не згадуються в Кримінальному кодексі збройних сил. Після референдуму 17 травня 1992 року тодішню статтю 127, що стосувалася «неприродного блуду» у війську («Хто вступає у непристойний зв'язок із особою тієї ж статі, карається ув'язненням…»), було скасовано.
З 2005 року асоціація QueerOfficers Switzerland діє як мережа для квір-членів збройних сил і представляє інтереси ЛГБТІ-військовослужбовців.
З 2013 року деякі трансгендерні люди можуть відкрито служити в Збройних силах Швейцарії. У тому році широко обговорювалася справа кухарки, чиє відрядження до складу KFOR спершу було скасоване після її камінг-ауту як трансгендерної жінки в популярній телепрограмі. У результаті армія змінила політику, дозволивши службу трансгендерним людям, якщо медичне обстеження встановлює, що вони «у доброму фізичному та психічному здоров'ї, достатньо стресостійкі, витривалі та здатні підпорядковуватися», а також створила офіс з питань різноманіття.
З 2019 року форма для призовників дозволяє вказувати гендерну ідентичність окремо від юридично визначеної статі — зміна, запропонована організаціями на захист прав ЛГБТ. Однак транссексуальність або гендерна дисфорія залишаються підставами для відсторонення від служби згідно з військовими регламентами. Медичні посадові особи армії заявили, що приблизно 18 призовників щороку отримують такий діагноз. У 2019 році трансгендерному чоловікові відмовили у зарахуванні через ці правила; втім, начальник збройних сил Філіп Ребор повідомив, що і сам випадок, і політику буде переглянуто. У вересні 2019 року підполковник Крістін Гуґ стала першою трансгендерною жінкою, яка очолила батальйон.

## Права трансгендерних людей
1 січня 2022 року у Швейцарії набув чинності новий порядок зміни юридичної статі на основі самовизначення. Для цього не потрібні розлучення, операції чи медичні показання. Закон дозволяє юридично змінювати стать з чоловічої на жіночу або навпаки. Він оперує поняттям «стать» і не згадує «гендер», «гендерну ідентичність» чи пов'язані концепції. Офіційне пояснення до закону, що містить обґрунтування позиції законодавчого органу, прямо вказує, що в швейцарському праві стать є бінарною. Гендер і гендерна ідентичність не реєструються швейцарськими органами влади.
Ситуація розвивалася так: у 1993 році Федеральний суд Швейцарії (BGE 119 II 264) ухвалив рішення, що дозволяє юридичну процедуру реєстрації зміни статі. У лютому 2010 року, розширюючи дію рішення 1993 року, Федеральне управління з питань цивільної реєстрації (EAZW/OFEC/UFSC) при Федеральному департаменті юстиції та поліції рекомендувало кантональним органам виконавчої влади юридично визнавати зміну статі навіть без проведення операції. Управління підкреслило, що, відповідно до принципу поділу влад, ця вказівка є обов'язковою лише для органів виконавчої влади кантонів, але не для кантональних судів. Федеральне управління з питань цивільної реєстрації також заявило, що шлюб може бути перетворений на зареєстроване партнерство, якщо один із подружжя змінює свою юридичну стать. У травні 2018 року Федеральна рада запропонувала внести зміни до законодавства, щоб дозволити зміну зареєстрованої статі та імені (імен) шляхом простої заяви в органах реєстрації актів цивільного стану. 11 червня 2020 року Рада кантонів ухвалила відповідний законопроєкт 31 голосом «за», 7 «проти» та 7 утримань. Він дозволяє змінювати юридичну стать без будь-яких додаткових вимог, таких як операція чи медичні огляди. Неповнолітні віком від 12 до 18 років повинні були мати згоду законного опікуна для зміни юридичної статі. 24 вересня 2020 року Національна рада ухвалила законопроєкт 121 голосом «за», 61 «проти» та 13 утримань і скасувала вимогу згоди опікуна 100 голосами «за», 93 «проти» та 2 утримання. 2 грудня 2020 року Рада кантонів схвалила законопроєкт у другому читанні, але запровадила обмеження: з 16 років згода опікуна більше не потрібна. До кінця 2021 року швейцарська правова практика дозволяла змінювати офіційно зареєстровану стать лише через судове провадження.
У листопаді 2019 року Велика рада Базель-Штадту проголосувала за включення «гендерної ідентичності» до закону про тримання під вартою, щоб краще захищати трансгендерних людей у питанні розміщення у виправних закладах.
У червні 2023 року Федеральний суд підтримав звільнення вчителя кантональною школою після того, як він відмовився називати трансгендерного учня обраним чоловічим іменем. Суд пояснив, що школа конституційно зобов'язана захищати право учня на приватність і самовизначення, включно з його ідентичністю, і що цей обов'язок має більшу вагу, ніж релігійні заперечення вчителя.

## Права інтерсекс-людей
Інтерсекс-немовлята у Швейцарії можуть піддаватися медичним втручанням для зміни статевих характеристик. Правозахисні організації дедалі частіше вважають ці операції непотрібними і наголошують, що їх слід проводити лише за згодою самої особи. У 2012 році Університетські лікарні Женеви видали інструкції, що забороняють лікарям виконувати такі процедури без згоди пацієнта.
У 2018 році Національна рада (нижня палата парламенту) підтримала пропозицію щодо введення позначки статі «X» у посвідченнях особи — 107 голосів «за». Окрема пропозиція дозволити інтерсекс-людям залишати графу «стать» порожньою також була схвалена — 109 голосів «за». Федеральна рада має розглянути ці пропозиції та згодом надати свої рекомендації.
У квітні 2019 року Велика рада Женеви ухвалила дві резолюції (одну — одноголосно) проти проведення таких операцій, назвавши їх «каліцтвом». Резолюції передбачають створення механізму компенсацій та безкоштовного психосоціального консультування для постраждалих, а також звільнення будь-якого лікаря, який здійснює ці процедури над інтерсекс-людьми без їхньої згоди.

## Донорство крові
З 1 листопада 2023 року у Швейцарії запроваджено 4-місячний період відтермінування після останнього нового сексуального контакту для чоловіків, які мають секс із чоловіками, перед здачею крові — такий самий, як і для всіх інших донорів (замість попереднього 1 року, встановленого у 2017 році).
У 1980-х роках, у відповідь на пандемію ВІЛ/СНІДу, було введено повну заборону на донорство крові для геїв і бісексуальних чоловіків. У червні 2016 року Швейцарський Червоний Хрест оголосив, що звернеться до Swissmedic — органу нагляду за ліками та медичними виробами — з проханням скасувати цю заборону. Згідно з новими правилами, що набрали чинності 1 липня 2017 року, геї та бісексуальні чоловіки можуть здавати кров і стовбурові клітини, якщо вони не мали сексу протягом року.
На початку травня 2017 року Національна рада схвалила пропозицію повністю скасувати обмеження на донорство крові для геїв і бісексуальних чоловіків, наголосивши, що вирішальним чинником має бути лише ризикована поведінка, а не сексуальна орієнтація. Ініціатива, внесена Консервативними демократами, була ухвалена 97 голосами «за» проти 89. Однак 29 листопада 2017 року Рада кантонів відхилила цю пропозицію, і 1-річний період відтермінування залишився чинним — аж до 1 листопада 2023 року, коли він був скорочений до 4 місяців.

## Конверсійна терапія
Так звана «конверсійна терапія» на федеральному рівні у Швейцарії не врегульована, але триває законодавча робота щодо її заборони. Деякі кантони вже заборонили її власними законами.

### Федеральне регулювання
У 2016 році депутатка від Консервативно-демократичної партії Розмарі Квадранті звернулася до Федерального уряду Швейцарії з вимогою вжити заходів для заборони конверсійної терапії для неповнолітніх ЛГБТ. Федеральна рада у відповіді зазначила, що, на її думку, конверсійні терапії є «неефективними і завдають значних страждань молодим людям, які їм піддаються», та становлять порушення професійних обов'язків будь-яким медичним працівником, який їх практикує. Відтак, у розумінні Ради, такий спеціаліст уже підлягає санкціям з боку кантональної влади, якщо кантони вирішать застосовувати цю норму. Чи становлять такі терапії кримінальне правопорушення — має визначати суд у кожному окремому випадку.
12 грудня 2022 року Національна рада ухвалила пропозицію своєї юридичної комісії щодо національної заборони «конверсійних терапій» — 143 голоси «за», 37 «проти» (переважно представники Швейцарської народної партії), 11 утрималися. Пропозиція перебуває на розгляді у Раді кантонів. Також очікується звіт уряду щодо необхідності регулювання конверсійної терапії. В очікуванні цього звіту Федеральні збори у 2024 році відхилили дві кантональні ініціативи (кантонів Люцерн і Базель-Штадт), спрямовані на заборону конверсійних терапій.

### Кантональне регулювання
Кантон Невшатель заборонив конверсійні терапії у 2023 році, а кантони Вале та Во — у 2024-му.
У 2018 році терапевт у Женеві заявив, що може «вилікувати» гомосексуальність за допомогою гомеопатії; його звільнили, а Міністерство охорони здоров'я Женеви відкрило розслідування через його переконання, що гомосексуальність є хворобою.

## Позиція політичних партій
Серед основних політичних партій, Соціал-демократична партія, Партія зелених, Ліберали, Партія зелених лібералів та Консервативно-демократична партія виступають за права ЛГБТ, включно з одностатевими шлюбами, правом на усиновлення та доступом до штучного запліднення для лесбійських пар, тоді як Швейцарська народна партія загалом виступає проти.
Попри значну католицьку та соціально-консервативну базу, Християнсько-демократична народна партія останніми роками дедалі більше підтримує одностатеві шлюби та права ЛГБТ. Опитування 2019 року показало, що близько 83 % кандидатів від цієї партії на федеральних виборах у жовтні виступали за одностатеві шлюби. Партія підтримує одностатеві шлюби та усиновлення, але виступає проти доступу лесбійських пар до репродуктивних технологій.

## Громадська думка
Опитування 2016 року, замовлене організацією на захист прав геїв Pink Cross, показало, що 69 % населення Швейцарії підтримує одностатеві шлюби, 25 % виступають проти і 6 % не визначилися. За політичною орієнтацією, підтримка становила 94 % серед виборців Партії зелених, 63 % серед виборців християнських демократів та 59 % серед виборців Швейцарської народної партії. Те саме опитування показало, що 50 % швейцарців підтримували повне спільне усиновлення для одностатевих пар, 39 % були проти, а 11 % не визначилися.
Опитування Tamedia у грудні 2017 року засвідчило, що 72 % швейцарців підтримують одностатеві шлюби (88 % — серед «зелених», соціал-демократів та зелених лібералів, 76 % — серед лібералів, 66 % — серед християнських демократів, 56 % — серед виборців Швейцарської народної партії).
Дослідження Дослідницького центру П'ю 2017 року показало підтримку одностатевих шлюбів у Швейцарії на рівні 75 %, з 24 % опонентів і 1 % тих, хто не визначився.
У лютому 2020 року опитування групи gfs виявило, що 81 % респондентів «цілком» або «певною мірою» підтримували одностатеві шлюби, 18 % були проти, 1 % не визначився.
У листопаді 2020 року інше опитування gfs показало, що 82 % респондентів «цілком» або «певною мірою» підтримували одностатеві шлюби, 17 % — проти, 1 % — не визначилися; 72 % підтримували усиновлення, а 70 % — допоміжні репродуктивні технології для лесбійських пар.

## Рух за права ЛГБТ у Швейцарії

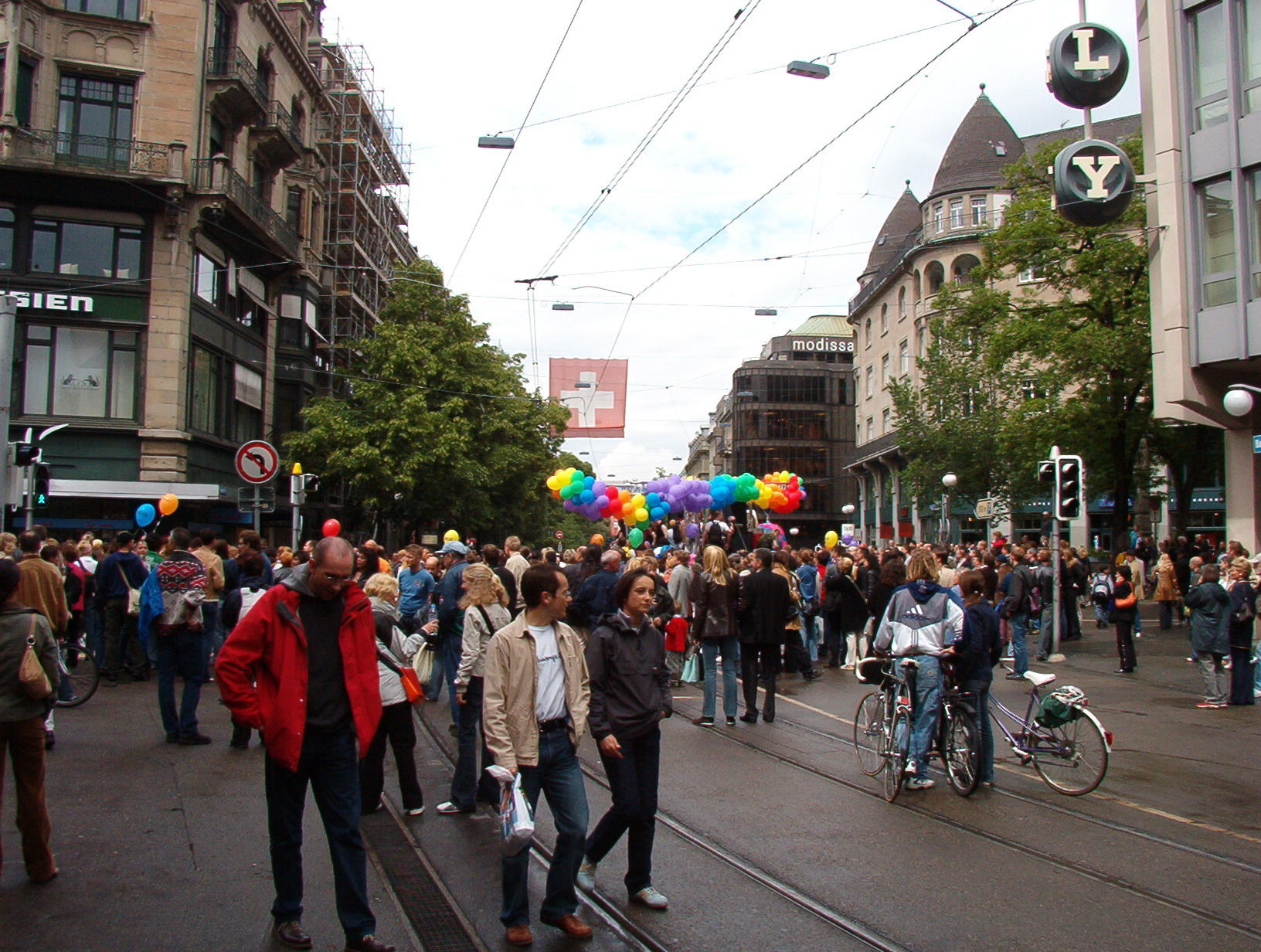
Гей-парад у Цюриху у 2004 році

З середини 1990-х років у Швейцарії щороку відзначають День камінг-ауту, організовуючи різні публічні заходи, щоб заохотити ЛГБТ-людей, особливо молодь, до позитивного ставлення до своєї ідентичності. Цей день також відзначають у школах, гімназіях, університетах та інших установах по всій країні, часто у формі семінарів, показів фільмів, анкетувань, групових дискусій тощо.
У Швейцарії діє низка ЛГБТ-організацій на національному та регіональному рівнях. Лесбійська організація Швейцарії була створена у 1989 році для захисту прав лесбійок, а Pink Cross у 1993 році — для захисту прав геїв і бісексуальних чоловіків. Ці групи виступають за видимість ЛГБТ, рівні права для одностатевих пар і суспільне прийняття. Pink Cross описує свою місію як представлення інтересів геїв у політиці, адміністрації та громадській думці. Transgender Network Switzerland працює над поліпшенням становища трансгендерної спільноти, пропонуючи допомогу будь-яким трансгендерним людям з питань зміни юридичної статі та імені, військової служби чи притулку. Серед інших груп — Dialogai (створена 1982 року для надання консультацій і роботи гарячої лінії), Zwischengeschlecht (інтерсекс-асоціація), Queeramnesty та Rainbow Families. На кантональному рівні діють також організації Vogay у кантоні Во, Alpagai у Вале, HAZ у Цюриху, GayBasel у Базель-Штадті та Imbarco Immediato у Тічино, а також кілька молодіжних ЛГБТ-груп при університетах (EPFL, ETH Zurich, Лозаннський університет, Університет Санкт-Галлена).
Прайд-паради проводяться по всій країні. Найбільший і найстаріший з них відбувається в Цюриху, починаючи з 1994 року; у 2019 році він зібрав близько 50 000 учасників. У Романдії прайд-фестивалі щороку проходять у різних містах; у 2019 році, в Женеві, участь взяли 35 000 людей. Подібні заходи проходили також у Берні, Базелі, Лозанні, Фрібурі, Сьйоні, Лугано та Люцерні.
У Швейцарії є кілька відкрито ЛГБТ-політиків, серед яких Клод Ян'як, державний радник і колишній президент Національної ради, відомий роботою у сфері боротьби зі СНІДом і в Pink Cross. Мер Цюриха Коріне Маух також відкрито є лесбійкою.
Індекс англ. «Gay Happiness Index», досл. «Індекс Щастя Геїв», складений на основі опитування PlanetRomeo, поставив Швейцарію на 9 місце з оцінкою 70.
У 2017 році організація Rainbow Europe знизила рейтинг Швейцарії на три позиції через затримку в оновленні антидискримінаційного законодавства з явним включенням гендерної ідентичності та сексуальної орієнтації.
У 2018 році єпископ Курський викликав суперечки, заявивши, що 90 % жертв сексуального насильства та педофілії в Римо-католицькій церкві «мають гомосексуальні нахили».
У лютому 2020 року швейцарці на референдумі підтримали (63,1 % «за») розширення закону про мову ворожнечі на сексуальну орієнтацію, зробивши публічне підбурювання до ненависті за цією ознакою кримінальним злочином. Результати голосування значно різнилися за мовними регіонами: 75,3 % підтримки у франкомовній Швейцарії, 66,5 % — в італомовній та 59,0 % — у німецькомовній. Наприклад, невелике франкомовне місто Ружмон проголосувало 70,1 % «за», тоді як сусіднє німецькомовне місто Заанен — 55,7 % «проти». Найвищий рівень підтримки зафіксовано у кантоні Во (80,2 %), а його столиця Лозанна показала 86,3 %. Місто Шіньї мало найвищий показник у країні — 89,4 %. Також спостерігалася різниця між містами та селом: у містах підтримка становила 73,7 % (79,6 % у франкомовних регіонах, 72,5 % у німецькомовних, 68,5 % в італомовних), а в сільських районах — 54,8 % (70,6 %, 64,6 % та 48,6 % відповідно).

## Зведена таблиця
| Одностатеві сексуальні стосунки легальні                                                                                     | (З 1942 року, по всій країні)                                                                                             |
| Рівний вік згоди (16) | (З 1992 року) |
| Закони проти дискримінації щодо сексуальної орієнтації у сфері зайнятості                                                    | No |
| Антидискримінаційні закони щодо сексуальної орієнтації у наданні товарів та послуг                                           | (З 2020 року) |
| Закони проти дискримінації щодо сексуальної орієнтації в усіх інших сферах (включаючи непряму дискримінацію, мову ворожнечі) | (З 2020 року) |
| Антидискримінаційні закони щодо гендерного вираження                                                                         | / (У 2023 році Федеральний Верховний Суд постановив, що це неявно захищається чинним законодавством у багатьох ситуаціях) |
| Одностатеві шлюби | (З 2022 року) |
| Загальнонаціональне визнання одностатевих пар                                                                                | (З 2007 року) |
| Усиновлення самотньою ЛГБТ-особою                                                                                            | (З 1942 року) |
| Усиновлення пасинка одностатевими парами                                                                                     | (З 2018 року) |
| Спільне усиновлення одностатевими парами                                                                                     | (З 2022 року) |
| Геям, лесбійкам, бісексуалам та трансгендерам дозволено відкрито служити в армії                                             | (З 1992 року) |
| Право на зміну законної статі                                                                                                | (З 1993 року) |
| Хірургічне втручання для зміни офіційної статі не потрібне                                                                   | (З 2010 року) |
| Самовизначення легальної статі                                                                                               | (З 2022 року) |
| Доступ до ЕКЗ для лесбійських пар                                                                                            | (З 2022 року) |
| Конверсійна терапія заборонена                                                                                               | / (У кантонах Невшатель, Вале та Во)                                                                                      |
| Комерційне сурогатне материнство для одностатевих пар чоловіків                                                              | (Також заборонено для гетеросексуальних пар)                                                                              |
| ЧСЧ дозволено здавати кров                                                                                                   | (4-місячний період відстрочки, запроваджений з 2023 року)                                                                 |